# Centropus violaceus
Il cucal violaceo o cuculo fagiano violetto (Centropus violaceus Quoy & Gaimard, 1830) è un uccello della famiglia Cuculidae.

## Distribuzione e habitat
Questo uccello è endemico di Papua Nuova Guinea.

## Tassonomia
Centropus violaceus non ha sottospecie, è monotipico.